# Lennie Tristano
Lennie Tristano (Chicago, 1919. március 19. – New York, 1978. november 18.) amerikai dzsesszzongorista, zeneszerző, hangszerelő; az improvizáció tanára.

## Pályakép
Mint olyan zenésznek, akinek köze van a cool születéséhez, az a véleményem, hogy Lennie Tristanónak sokkal nagyobb a szerepe a cool kialakításában, mint Miles Davisnek. Semmiképpen nem mondanám, hogy Tristano zenéje érzelemmentes, de igaz, hogy van benne némi hűvösség, pontosan olyan, mint ő maga. Lennie mindig önmagán belül maradt, soha nem lépett ki a nagyvilágba.
Olasz származású volt. Hatévesen elvesztette látását. Chicagoban nőtt fel, és 1946-ban New Yorkba költözött.
Zenéje klasszikus zenei hatásaival vált ismertté. Érzelemmentesnek, elvontnak titulálták, de talajdonképpen a dzsessz jövőjén munkálkodott. Sokakat inspirált. Játékát leginkább a bennfentesek értékelték. Tanárként kultikus személlyé vált.

## Lemezek
(válogatás)
- Intuition (1946–52; Box 4 CD + Booklet)
- Live at Birdland 1949, 1979, 1990)
- Live in New York (1949, 2004)
- Crosscurrents Capitol 1949, 1972)
- Descent into the Maelstrom (1952)
- Lennie Tristano (1956)
- The New Tristano (1961)
- Concert in Copenhagen (1965, 1997)